# لا وجود للشيطان
لا وجود للشيطان (بالفارسية: شیطان وجود ندارد) فيلم درامي إيراني لعام 2020 من إخراج محمد رسولوف. فاز بجائزة الدب الذهبي لأفضل فيلم في مهرجان برلين السينمائي الدولي في نسخته السبعين. يروي الفيلم أربع قصص تتعلق بعقوبة الإعدام في إيران. وأوضح رسولوف أن الفيلم يدور حول الأشخاص الذين يتحملون مسؤولية الأفعال الشنيعة في المجتمعات، وأن كل قصة تستند إلى تجربته الخاصة. أثار الفيلم جدلاً واسعًا وحكمت السلطات بعد عرضه على رسولوف بالسجن لمدة عام وحظره من السفر.

## فريق التمثيل
- إحسان ميرحسيني مثل حشمت
- شاغيج شوريان مثل راضية
- علي رضا زاريباراست مثل حسن
- سالار خامسة مثل سالار
- كافيه إبراهيم كأمير
- بويا مهري مثل علي
- داريا مغبلي مثل تهمينه
- محطب سيرفاتي مثل نانا
- محمد فاليزاديجان مثل جواد
- محمد صديقكمهر بهرام
- جيلا شاهي مثل زمان
- بران رسولوف مثل داريا

## روابط خارجية
- لا وجود للشيطان على موقع IMDb (الإنجليزية)
- لا وجود للشيطان على موقع ميتاكريتيك (الإنجليزية)
- لا وجود للشيطان على موقع روتن توميتوز (الإنجليزية)
- لا وجود للشيطان على موقع ألو سيني (الفرنسية)
- لا وجود للشيطان على موقع فيلمافينيتي (الإسبانية)
- لا وجود للشيطان على موقع قاعدة بيانات الأفلام السويدية (السويدية)
- لا وجود للشيطان على موقع قاعدة بيانات الفيلم (الإنجليزية)
- لا وجود للشيطان على موقع ليتربوكسد (الإنجليزية)
- لا وجود للشيطان على موقع كينوبويسك (الروسية)